# 双水解反应
双水解反应是指弱酸根和弱碱阳离子相互促进水解，直至完全的反应。双水解反应发生的条件之一是水解产物是容易脱离反应体系的溶解度非常小物质，如Al(OH)3、Fe(OH)3或H2、O2等极难溶的气体。当然，若互相促进水解程度非常大的水解反应也可以认为完全进行。

## 离子方程式的书写
由于反应完全，所以要用等号。产生气体、沉淀要用“↑”、“↓”表示。例如：硫化铝的水解反应为：
Al2S3+6H2O === 2Al(OH)3↓+3H2S↑

## 常见的双水解反应
1. Al3+与HCO3-、CO32-、HS-、S2-
2. Fe3+与HCO3-、CO32-
3. SiO32-、AlO2-与所有能水解的阳离子
4. NH4+与SiO32- Al[(OH)4]-

## 常见不考虑双水解的几种情况
1. 因形成难溶物而不考虑，如：Ag+与I-、S2-；Cu2+与S2-
2. 因发生氧化还原反应而不考虑，如：Fe3+与S2-